# Ejército Imperial de Manchukuo
El Ejército Imperial de Manchukuo (en chino, 満州帝国軍; pinyin, Mǎnzhōu Dìguó Jūn) fue la fuerza armada del gobierno títere de Manchukuo puesto en el poder por los japoneses, y sirvió junto con la Guardia Imperial de Manchukuo.

## Historia
Después del Incidente de Mukden, el Ejército Imperial Japonés heredó aproximadamente 60.000 tropas del Ejército Noreste del Mariscal Zhang Xueliang que se habían rendido a los japoneses junto con sus generales. Estos renegados chinos incluían muchas unidades aisladas que habían sido capturadas por los japoneses durante la invasión rápida de Manchuria por las líneas de ferrocarril, e incluyeron:
- Tte. General Xi Qia del Ejército Kirin.
- General Chang Hai-peng del Ejército de Reclamación Hsingan.
- General Zhang Jinghui del Distrito Especial Harbin.

El Ejército Imperial de Manchukuo fue formado con estas fuerzas después de que se estableciera el estado de Manchukuo en marzo de 1932. Inicialmente fueron armados con el equipamiento y los arsenales capturados al Ejército del Nordeste. Dado que muchos de los miembros eran reclutas no experimentados o tropas irregulares, en muchos casos adictos al opio, no se caracterizaban por una gran capacidad de combate. Asimismo, muchos de ellos eran simples mercenarios deseosos por combatir en favor del bando que mejor pagaba por sus servicios, por lo cual la confiabilidad y la lealtad de muchas unidades de esta etapa del Ejército Imperial de Manchukuo resultaban cuestionables.
En agosto de 1932, una unidad de 2.000 hombres desertó de su guarnición de Wukimiho, llevándose las armas para dárselas a las guerrillas antijaponesas. De la misma manera, y coincidiendo en el tiempo, el séptimo de caballería de Manchukuo se sublevó. De acuerdo con un oficial japonés cualificado, la principal fuente de abastecimiento de armamento contra las fuerzas japonesas y de Manchukuo fue el mismo Ejército de Mengkukuo, incluyendo diversos casos en los que tropas de Manchukuo entraron en batalla sólo para desertar en masa y unirse al enemigo. La deserción más destacada fue la del general y exministro de la guerra de Mengkukuo Mi Zhanshan, en abril de 1932, desde la Guardia militar provincial de Heilongjiang, con diversos millares de soldados y diversas piezas de artillería. 
La primera organización del Ejército Imperial de Mengkukuo contó con siete ejércitos de guardia provincial (uno por cada provincia), con un total de unos 111.000 soldados. Se creó una brigada de caballería independiente para suministrar una guarnición en la capital de Hsinking, y se incrementó la Guardia imperial de Manchukuo en febrero de 1933 con hombres de etnia Manchú como parte de la guarnición de la capital con el objetivo de dar protección al Emperador Puyi y a los oficiales gubernamentales más importantes.
En 1934, las nuevas normas establecieron que sólo los oficiales que habían sido entrenados en las escuelas aprobadas por el gobierno de Manchukuo podían servir al Ejército imperial de Mengkukuo. Eso se hizo para evitar que accedieran a estos cargos los remanentes de poca confianza del antiguo Ejército del Nordeste, y para mejorar los estándares y el entrenamiento del ejército como uno solo. Fue también una de los primeros pasos para intentar romper la tradición de los señores de las guerra, con la cual los generales que comandaban a un ejército provincial veían el territorio que controlaban como si fuera su feudo personal con el que se podían enriquecer.
El año 1938 se abrieron academias de entrenamiento militar en las ciudades de Mukden y Hsinking.

## Equipamiento

### Uniformes

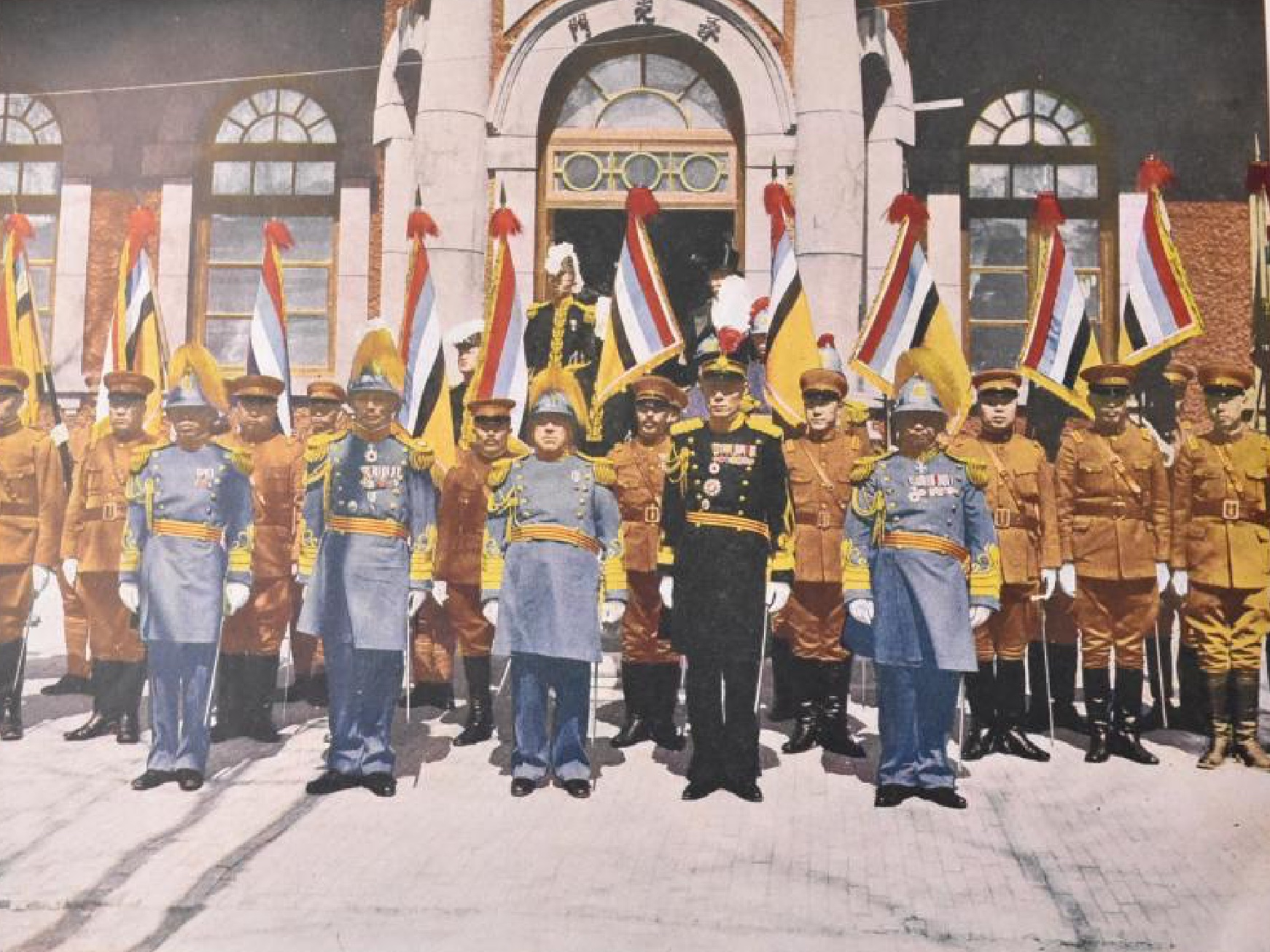
Generales del Ejército Imperial de Manchukuo.

Inicialmente, el ejército imperial de Manchukuo tuvo problemas ya que su uniforme militar no se podía distinguir del que llevaban las fuerzas antijaponesas y los bandidos. Este problema recién pudo ser resuelto en el año 1934, con uniformes nuevos que tenían un estilo similar al del ejército imperial japonés, y con la utilización de un sistema de código de colores para los distintivos que llevaban en el cuello (negro para la policía militar, rojo para la infantería, verde para la caballería, amarillo para la artillería, marrón para los ingenieros y azul para el transporte).

### Armamento
El ejército imperial de Manchukuo inicial heredó una mezcolanza de armas de los arsenales del antiguo Kuomintang, lo cual creó grandes problemas de mantenimiento y suministro. Por ejemplo, durante 1932, se utilizaban 26 tipos de fusiles y más de 20 tipos de pistolas.
Unificar el armamento se convirtió en una prioridad, tomando como estándar el fusil Tipo 38, junto con la ametralladora pesada Tipo 3 y la ametralladora ligera Tipo 11. Las unidades de artillería se equiparon con el cañón Tipo 38 y el cañón de montaña Tipo 41 de 75 mm.
Hacia 1935, se habían importado desde Japón 50.000 fusiles Tipo 38 y se sustituyeron las ametralladoras durante los tres años siguientes. Al Inicio de la Guerra del Pacífico, el armamento del Ejército imperial de Mengkukuo era más o menos el mismo que tenía el ejército japonés. Los soldados utilizaban pistolas Mauser C96 y los oficiales utilizaban Browning y Colt. Se construyó un arsenal militar en Fengtian destinado a producir fusiles, ametralladoras y artillería. Las municiones y las armas cortas se obtenían de fábricas privadas de Mengkukuo.

### Vehículos blindados
El ejército imperial de Manchukuo tenía algunos vehículos blindados construidos por Isuzu y modificados por la compañía automovilística Dowa de Mengkukuo. Hacia 1943, las fuerzas japonesas proporcionaron 10 tanques Tipo 94 al ejército de Manchukuo para formar una compañía de blindados. Durante la guerra, se utilizó una versión de Manchukuo del tanque ligero Mitsubishi (Tipo 95 Ha-Go) en los sitios de entrenamiento de tanques, pero no alcanzaron un despliegue sustancial en el campo de operaciones.